# Папський Саламанкський університет
Па́пський Салама́нський університе́т (ісп. Universidad Pontificia de Salamanca; UPSA) — приватний папський університет в Іспанії, у місті Саламанка. Заснований 1940 року рішенням папи Пія XII. Веде свою історію від факультету теології та канонічного права старого Саламанкського університету (1218), що був розпущений 1854 року. Має факультети філософії, психології, інформатики та педагогіки. Надає освіту та наукові ступені в галузі теології та канонічного права. Нараховує близько 6,5 тисяч студентів.